# François Mascart
François Antoine Edouard Mascart (Ohain, 29 december 1806 - 29 april 1887) was een Belgisch volksvertegenwoordiger en burgemeester.

## Levensloop
Hij was een zoon van de landbouwer en burgemeester van Ohain Antoine Mascart en van Thérèse Dechamps. Hij bleef vrijgezel en was een broer van de eveneens vrijgezel gebleven volksvertegenwoordiger Louis Mascart. Zijn oudste broer heette Julien. 
Na studies aan de Rijksuniversiteit Leuven werd hij landbouwer. In 1840 werd hij burgemeester van Ohain en bleef dit ambt uitoefenen tot aan zijn dood.
In 1848 werd hij liberaal volksvertegenwoordiger voor het arrondissement Nijvel en vervulde dit mandaat tot in 1859. Hij werd opnieuw verkozen in 1863 en bleef het mandaat uitoefenen tot in 1872.
Hij was lid van de raad van bestuur van Le Courrier de Nivelles.

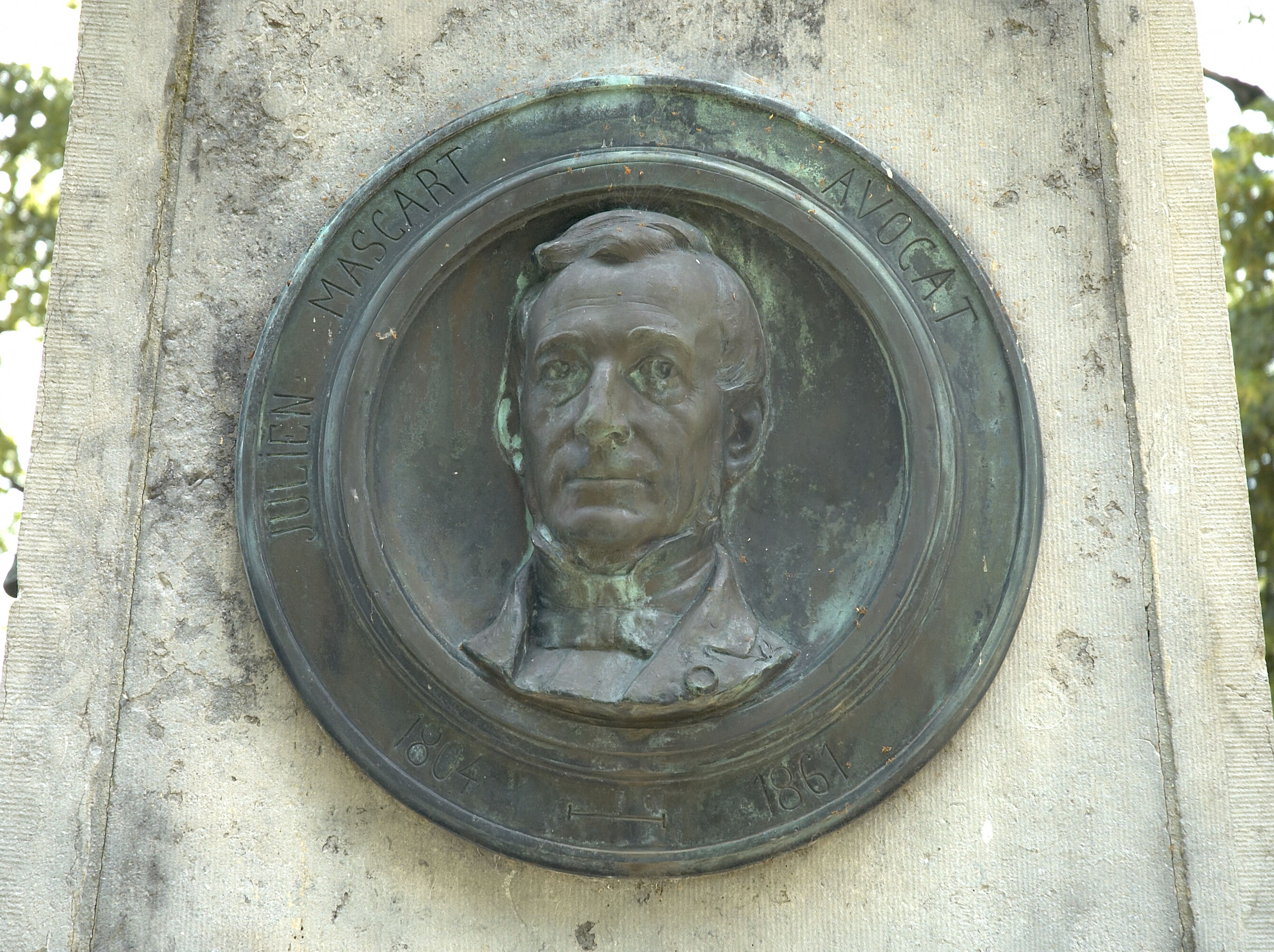
Julien (1804-1861), advocaat
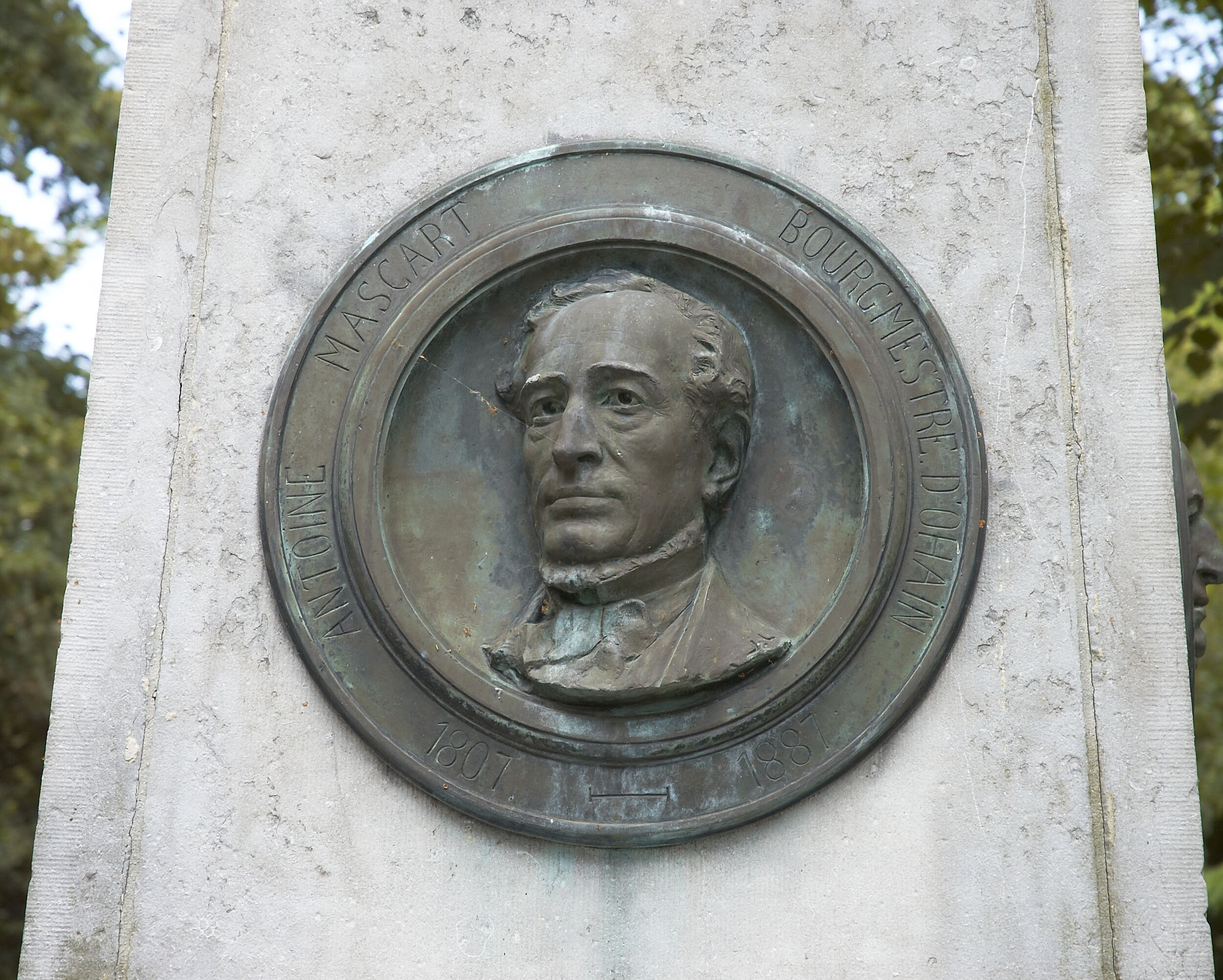
François Antoine (1806-1887), burgemeester van Ohain
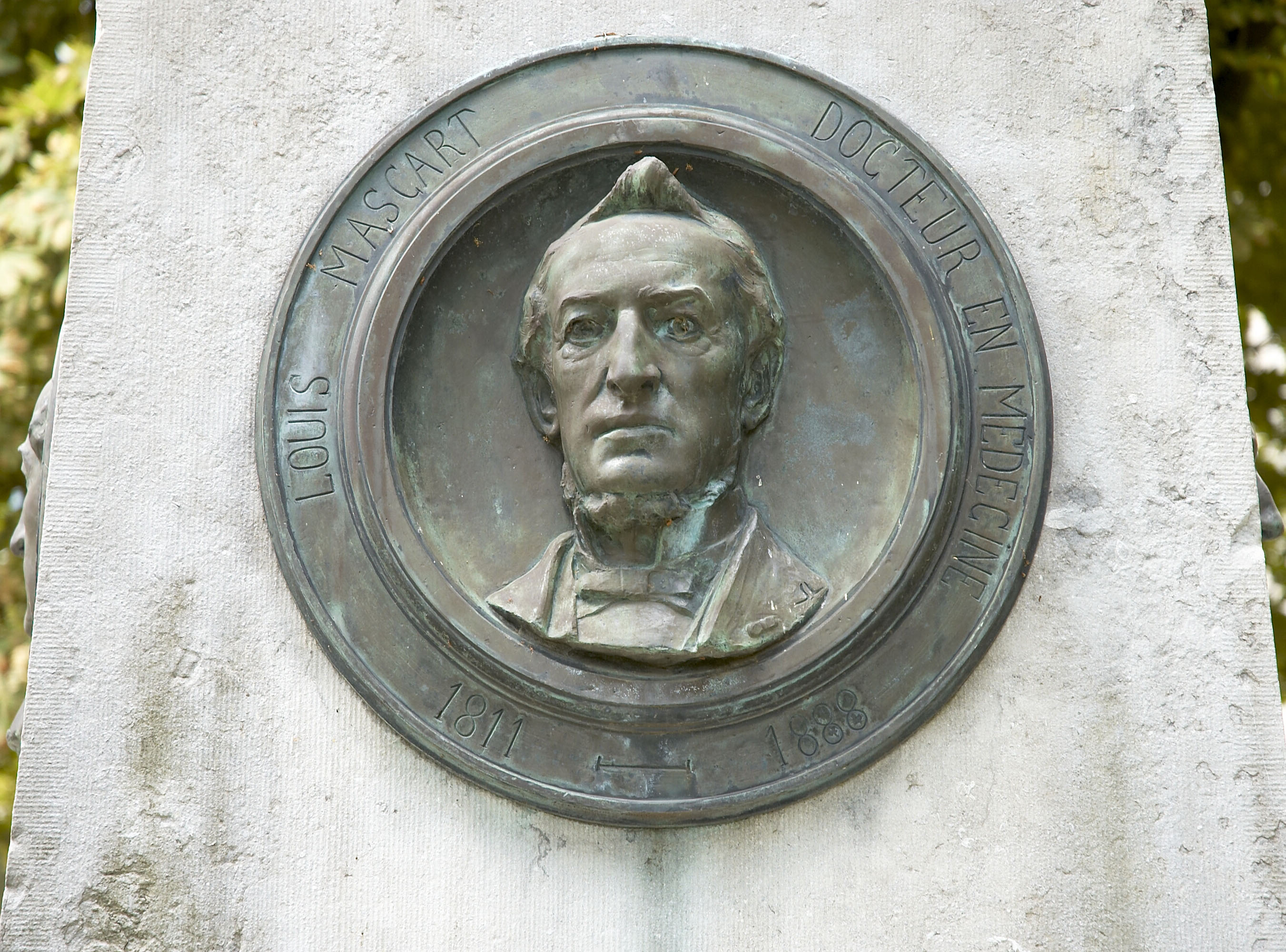
Louis (1811-1888), arts en burgemeester van Ohain